# Setipinna taty
Setipinna taty är en fiskart som först beskrevs av Valenciennes, 1848.  Setipinna taty ingår i släktet Setipinna och familjen Engraulidae. Inga underarter finns listade i Catalogue of Life.